# Du Principe fédératif
Du Principe fédératif et de la nécessité de reconstituer le Parti de la Révolution est l'une des dernières œuvres publiées par Pierre-Joseph Proudhon. Publié le 14 février 1863, cet ouvrage constitue pour Proudhon le moyen d'établir et d'énoncer la forme positive de son gouvernement idéal, le fédéralisme, devant succéder à la société capitaliste, ce qui en fait l'un de ses quelques ouvrages sur l'organisation sociale qui ne se contente pas seulement de décrire et de dénoncer le système capitaliste, mais qui propose un modèle alternatif de société.
Avec cet essai, Proudhon revient notamment sur ce qu’il avait défendu jusqu’à présent, la destruction du pouvoir politique, en ne cherchant plus directement à renverser le pouvoir central, mais plutôt à le subordonner afin qu’il n’absorbe pas toutes les forces sociales dans une unité tyrannique, ce qui le conduit par exemple à conserver la forme de l'Etat et plus généralement l'autorité. Il considère en effet que seule une atomisation des forces sociales par un modèle fédératif pourrait permettre d’assurer la liberté individuelle tout en préservant la paix sociale.

## Contenu de l'ouvrage
L'ouvrage est constitué de trois parties. La première, « Du principe fédératif », où il énonce sa conception du gouvernement idéal. La deuxième, « Politique unitaire » et la troisième « La Presse unitaire », où il dénonce la tendance centralisatrice des différents pouvoirs dans notre société en s'attachant à prendre des exemples précis pour illustrer son analyse, notamment, pour la deuxième partie, des évènements historiques qui ont conduits à la centralisation de nos institutions, et pour la troisième, différents organes de presse et hommes d'affaires influents à son époque, contribuant à concentrer les pouvoirs.
Sur un plan philosophique, la première partie constitue le cœur de l'ouvrage, puisqu'il s'attache à décrire précisément ce qui constitue l'essence de tout gouvernement, et qu'il analyse les fondements économiques de nos rapports, lui permettant ensuite de fonder son régime idéal de gouvernance, « fédéralisme », fondé sur de nouveaux rapports qu'il désigne sous le nom de « mutuellistes ».

### L'essencedes régimes: équilibre entre autorité et liberté
Proudhon commence par redéfinir la nature des gouvernements afin de les différencier, dans le but de déterminer lequel est le plus souhaitable. Ainsi, il propose un retour sur l’histoire afin de reformer une typologie des régimes qui s’oppose à la vision d’Aristote, dans La Politique III, 6, qui différencie les régimes sur des critères numéraires et structurels, dans la manière d’agencer les différentes parties du gouvernement. D’après Proudhon, cette différenciation des régimes n’est que superficielle et n’est qu’une différence d’intérêt des gouvernants mais ne permet pas de déterminer ce qui distingue intrinsèquement les différents gouvernement. D’après lui, dans l’Histoire, il y a un balancement entre deux principes fondamentaux dont résultent les gouvernements : la Liberté et l’Autorité . Il s’agit des deux composantes fondamentales de tous les régimes qui se distinguent selon l’importance plus ou moins grandes qu’ils accordent à chacune d'elles. Ainsi, il y a d’un côté les régimes autoritaires, caractérisés par l’indivision du pouvoir, eux-mêmes divisés en deux catégories, le gouvernement de tous par un seul, la monarchie, et le gouvernement de tous par tous, le communisme. D’un autre côté, il y a les régimes de liberté, caractérisés par la division du pouvoir, eux-mêmes divisés en deux catégories, le gouvernement de tous par chacun, la Démocratie, et le gouvernement de chacun par chacun, ce qu’il appelle « An-archie ou Self-government ». D’après lui, dans les monarchies, les aristocraties, et certaines démocraties, ou même dans une dictature du Prolétariat (les mots ne sont pas ici directement employés par Proudhon), les gouvernés sont oppressés par les gouvernants puisque l’autorité centrale reste la même.
Cependant, l’autorité n’est pas entièrement rejetée par Proudhon, puisqu’il la présente comme l’un des deux piliers fondamentaux de tous régimes, nécessaire à toute organisation politique. Ici, Proudhon se propose par conséquent de la repenser plutôt que de la rejeter entièrement afin de l’encadrer. Chaque régime aurait une dominante, soit la liberté, soit l’autorité, il n’y aurait pas de régime « pur » qui exclurait l’autre composante. Il oppose donc les régimes d’idéalité, qui n’existent que dans les théories, et les régimes de fait, qui ont cours dans la pratique. C’est pourquoi, Proudhon parle de « Subordination de l’Autorité à la Liberté, ou Subordination de la Liberté à l’Autorité. »  et non de l’exclusion de la Liberté par l’Autorité et vice-versa.

### Lalutte des classeset l'ambivalence du peuple
D’après lui, le gouvernement, et donc le rapport autorité/liberté, découle directement de la lutte des classes. Selon lui, cette lutte, nécessaire dans un premier temps, provoque le renforcement de l’autorité au détriment de la liberté. Puisque les gouvernés, qu’il nomme la Plèbe ou le Prolétariat, ne voient pas la nature de l’oppression, ils remettent en cause l’autorité en place, les gouvernants, c’est-à-dire l’Aristocratie, la Bourgeoisie ou le Patriciat, sans remettre en cause le principe même de l’autorité, cause véritable de l’oppression, et ils finissent par la reproduire en la centralisant toujours plus.

Sur ce point, il est possible de voir l’ambiguïté du rapport qu’entretient Proudhon avec la masse populaire, avec laquelle il reste très distant et méfiant. L’ambiguïté et l’ambivalence résident notamment dans cet extrait :  
« Le peuple, par le fait même de son infériorité et de sa détresse, formera toujours l’armée de la liberté et du progrès : le travail est républicain par nature : le contraire impliquerait contradiction. Mais, en raison de son ignorance, de la primitivité de ses instincts, de la violence de ses besoins, de l’impatience de ses désirs, le peuple incline aux formes sommaires de l’autorité. Ce qu’il cherche, […] c’est un chef à la parole duquel il se fie, dont les intentions lui soient connues, et qui se dévoue à ses intérêts. À ce chef il donne une autorité sans limites, un pouvoir irrésistible. »

### Lescontratscomme fondements des rapports entre les individus
D’après Proudhon, il est nécessaire de passer par un contrat pour mettre en place le régime le plus juste et le plus apte à préserver la liberté. Ce contrat doit provenir d’un choix libre des individus, il est « synallagmatique et commutatif » son objet se limitant à des rapports économiques. Avec ce contrat nouveau, l’autorité n’est plus un rapport asymétrique entre celui qui donne et celui qui reçoit, mais plutôt un apport et un reçu mutuel et égal entre tous les individus. Pour Proudhon, ce type de contrat mutuelliste est l'alternative à la subordination hiérarchique ou à l'imposition unilatérale des lois, puisque l'engagement des parties est libre et volontaire et se fonde sur une reconnaissance mutuelle de leurs droits et devoirs.

### La fédération, généralisation de ces contrats
Proudhon propose de généraliser ces contrats à l’ensemble de la société, ce qui produirait un nouveau régime qu’il appelle la « fédération ». Proudhon envisage la fédération comme une union libre et volontaire entre les collectivités autonomes à toutes les échelles. Le contrat a ici principalement pour fonction d’organiser les forces économiques de la société. Chaque unité conserve son autonomie tout en coopérant avec d'autres dans des objectifs communs, comme leur défense ou la production de ce qu’elles ne peuvent pas produire par leurs propres moyens. Par conséquent, à l’échelle des sociétés, les lois, qui s’appliquent du haut vers le bas, sont remplacées par des contrats synallagmatiques et commutatifs qui s'effectuent de la base, vers le sommet. L’individu libre passe lui-même ses propres contrats, formant des associations qui, elles-mêmes, passent des contrats et ainsi de suite, dans un mouvement extensif et non intensif. 
« L’Autorité chargée de son exécution ne peut jamais l’emporter sur ses constituantes, je veux dire que les attributions fédérales ne peuvent jamais excéder en nombre et en réalité celles des autorités communales ou provinciales, de même que celles-ci ne peuvent excéder les droits et prérogatives de l’homme et du citoyen. » 
Cela permet de décentraliser radicalement le pouvoir, et d'unir l’autorité aux individus, qui, par le fait même qu’ils sont ceux qui agissent, détiennent le véritable pouvoir, leur permettant ainsi pleinement et durablement d’être libres en ne dépendant pas d’une autorité supérieure qui, par son autorité, délimite et encadre la liberté des individus. Ainsi, la fédération favorise la solidarité tout en supprimant la soumission. Ici, Proudhon n’abandonne pas l’Etat même s’il perd sa fonction centralisatrice d’organisation verticale de la société pour être réduit au maximum à un rôle d’arbitre et de coordonnateur entre les entités fédérées. L'Etat n’a pas de pouvoir de décision, c’est-à-dire qu’il n’est que, dans la mesure du possible, un exécutant. L'autorité de l'État dérive d'accords contractuels entre les entités fédérées et vise justement à préserver l'équilibre entre l’autonomie individuelle et la coopération sociale.

### Renouer avec l'autorité naturelle
En plus de conserver l’autorité dans le modèle fédératif, Proudhon accorde une forte légitimité à une autorité qui pourrait se former naturellement. En effet, d’après Proudhon l’autorité juridique, comme les frontières, dans sa forme naturelle est juste, contrairement à sa forme moderne qui est artificielle et arbitraire. Effectivement, il parle de construction politico-historique faite de guerres et d’oppression, qui a permis d’étendre l’autorité de certains gouvernants aux dépens des individus, en les privant de leur liberté. À l'inverse, Proudhon idéalise l’autorité de la juridiction naturelle qui permettrait de dévoiler la réalité du social. En effet, lorsqu’il fait l’hypothèse de la transformation de la France en modèle fédératif, il considère la Nature comme une autorité qui prendrait peu à peu le dessus et qui imposerait légitimement et justement une nouvelle législation aux individus et donc aux fédérations. Dans une reprise de la théorie des climats et des rapports sociaux spontanés, il redonne à la Nature son autorité, qu’il juge première et juste, sur les hommes, d’où résulterait une juridiction naturelle, ce qui provoquerait un retour à des frontières « naturelles » et « substantielles ».

### Critique des régimes fédératifs existants
Proudhon remet en cause les Etats revendiquant le fédéralisme comme les Etats-Unis d'Amérique ou la Suisse. En effet, d'après lui, ces derniers cherchent à allier à l'échelle de l'Etat l'unité et la décentralisation ce qui est contradictoire. En effet, il s'intéresse notamment au cas des Etats-Unis, en pleine guerre civile. Selon lui, cette république dite fédéraliste est en réalité prise dans « la fièvre de l'exploitation », dont l'esclavage est le cas le plus manifeste, ce qui est par nature antinomique de l'idée de liberté individuelle et qui traduit l'intérêt à la tendance centralisatrice de ces Etats. Ces intérêts se manifestent notamment par le fait que, d'un côté, les Etats du Sud ont préféré faire le choix de la Sécession plutôt que d'abandonner l'esclavage, les conduisant à rompre le pacte fédéral, et que d'un autre, les Etats du Nord, sous prétexte d'être majoritaires, ont cherché à imposer par la force l'abolition de l'esclavage au nom de l'Union. Ces dynamiques révèlent la nature unitaire de ce régime, fondé sur l'exploitation des prolétaires et des personnes de couleur noire, au mépris du fédéralisme apparent.

## Commentaires
En revalorisant l’autorité comme vecteur des relations entre les individus et en ne détruisant pas entièrement les pouvoirs centralisés, le modèle fédératif peut-il être considéré comme un régime « anarchiste » ? 
Dans, Il n’y a pas eu de Révolution, Catherine Malabou développe l’idée qu’il s’agit plutôt d’un « autogouvernement », que Proudhon assimile pourtant à l’anarchisme. Effectivement, il s’agirait ici d’une institutionnalisation des actions libres individuelles qui touchent au commun, et non d’une négation des institutions. L’autogouvernement suppose que chaque individu est libre de faire ses choix « concernant ses conditions sociales et environnementales » . « Si Proudhon avait été plus rigoureux, et plus honnête avec lui-même, il aurait renoncé à l’anarchie. […] Il aurait clairement dissocié l’anarchie de l’autogouvernement. » 